# みんなのサマーセミナー
みんなのサマーセミナーは尼崎市で毎年八月に開催されている学校ごっこのイベント。愛知サマーセミナーをお手本にしている。

## 概要
毎年二日間に渡って、市内の学校を借りて行われる学校ごっこのイベント。
愛知サマーセミナー創始者の一人が尼崎に縁があり、尼崎でもサマーセミナーを開催したい旨に賛同した市民が実行委員会を結成し開催に至る。
職員免許を持たない市民がセンセイとなり持ち前の特技や知識を教え、学校に入る前の子供や学校を出た後の大人でもセイトとなり誰でも自由に学ぶ事が出来る。
センセイには申し込みさえすれば誰でもなる事が出来、実際に赤ちゃんからお年寄りまで様々なセンセイが講座を行っている。
お昼には学食が用意され、お昼の放送を流す等の学校を楽しむ為の仕掛けが用意されている。
実行委員もセンセイも総てボランティアで構成されており、各講座は材料費等が掛かる一部の講座を除き、殆ど無料で受講する事が出来る。

## 構成

### 実行委員
月一で会議を重ね、年間を通して開催に向けての準備を行う。希望者は誰でも実行委員に参加する事が出来る。

### 当日ボランティア
開催当日の設営や案内誘導等の手助けを行う。

## 各回概要
| 第   | 開催期間                     | 会場                     | 講座数 | 来校者数       | 備考                               |
| ---- | ---------------------------- | ------------------------ | ------ | -------------- | ---------------------------------- |
| １回 | ２０１５年８月８日〜８月９日 | 百合学院                 | １７１ | 約３，０００人 |                                    |
| ２回 | ２０１６年８月６日〜８月７日 | 百合学院、元聖トマス大学 | ３２５ | 約３，５００人 |                                    |
| ３回 | ２０１７年８月５日〜８月６日 | 双星高校                 | ３５０ | 約５，３００人 |                                    |
| ４回 | ２０１８年８月５日〜８月６日 | 双星高校                 | ３２０ | 約６，０００人 |                                    |
| ５回 | ２０１９年８月３日〜８月３日 | 琴ノ浦高校               | ３４７ | 約６，３００人 |                                    |
| ６回 | ２０２０年８月１日           |                          | １５   |                | COVID-19の影響の為にオンライン開催 |
| ７回 | ２０２１年８月７日〜８月８日 |                          |        |                | COVID-19の影響の為にオンライン開催 |
| ８回 | ２０２２年８月６日〜８月７日 | 尼崎高校                 | ２４３ | 約４，１００人 |                                    |
| ９回 | ２０２３年８月５日〜８月６日 | 尼崎高校                 |        |                |                                    |